# Andrea Basili
Andrea Basili, také Basily (16. prosince 1705 Città della Pieve – 28. srpna 1777 Loreto) byl italský hudební skladatel a teoretik, otec skladatele Francesca Basilyho.
.

## Život
Andrea Basili studoval v Římě pod vedením Tommasa Bernarda Gaffiho. V roce 1729 byl sbormistrem katedrály San Lorenzo Martire v Tivoli. V roce 1737 zde nastudoval své první oratorium Il martirio di Santa Sinforosa e dei sette santi suoi figliuoli nobili Tiburtini (Mučednictví sv. Symphorosa a sedmi jeho synů, šlechticů Tiburtini). V roce 1732 se stal členem hudebníků Campidoglio a v roce 1738 členem Akademie sv. Cecilie. Udržoval přátelství s významným hudebním teoretikem té doby Giovannim Battistou Martinim.
10. března 1740 byl jmenován kapelníkem chrámu Santa Casa v Loretu. Toto postavení si udržel až do své smrti. Zemřel 28. srpna 1777 v Loretu na cévní mozkovou příhodu.
Byl otcem skladatele Francesca Basilyho.

## Dílo
Andrea Basili byl významným skladatelem chrámové vokální i varhanní hudby. Důležitá je zejména didaktická práce pro cembalo Musica universale armonico-pratica obsahující 24 stupnic, 24 basových cvičení, 24 fug a 24 sonát.

### Vokální skladby
- Il martirio di Santa Sinforosa e dei sette santi suoi figliuoli nobili Tiburtini (oratorium, libretto di F. A. Lolli, 1737, Tivoli)
- La Passione di Gesù Cristo (oratorium, 1743, Recanati)
- Salmi con testo parafrasato in italiano
- Christus factus est a 4 voci
- Christus factus est a 5 voci
- 3 Miserere a 8 voci
- Miserere a 10 voci
- Missa breve a 4 voci
- Beatus vir a 4 voci
- Confitebor a 4 voci
- Laetatus a 4 voci
- Nisi dominus a 4 voci
- Ave Maria a 4 voci
- Iustorum animae a 5 voci
- Kyrie e Gloria a 4 voci
- Salve regina a 4 voci
- Fuga in ottava tono plagale sopra l'antifono Veni Sponsa Christi (1740)
- Litanie a 3 voci
- Miserere con doppio coro a 8 voci
- cca 50 dalších duchovních skladeb

### Instrumentální a didaktcké skladby
- Musica universale armonico-pratica (1776)
- Sonata, fugina di culcano
- Canon ad unisonum 16 vocibus
- Canoni a 2,3 e 4 parti
- Fuga in ottavo tono plagale
- 15 Fughe per organo o clavicembalo
- Solfeggi (1761)

### Teoretická práce
- La musica è un'arte di ben modulare (1748)